# Hradní stráž

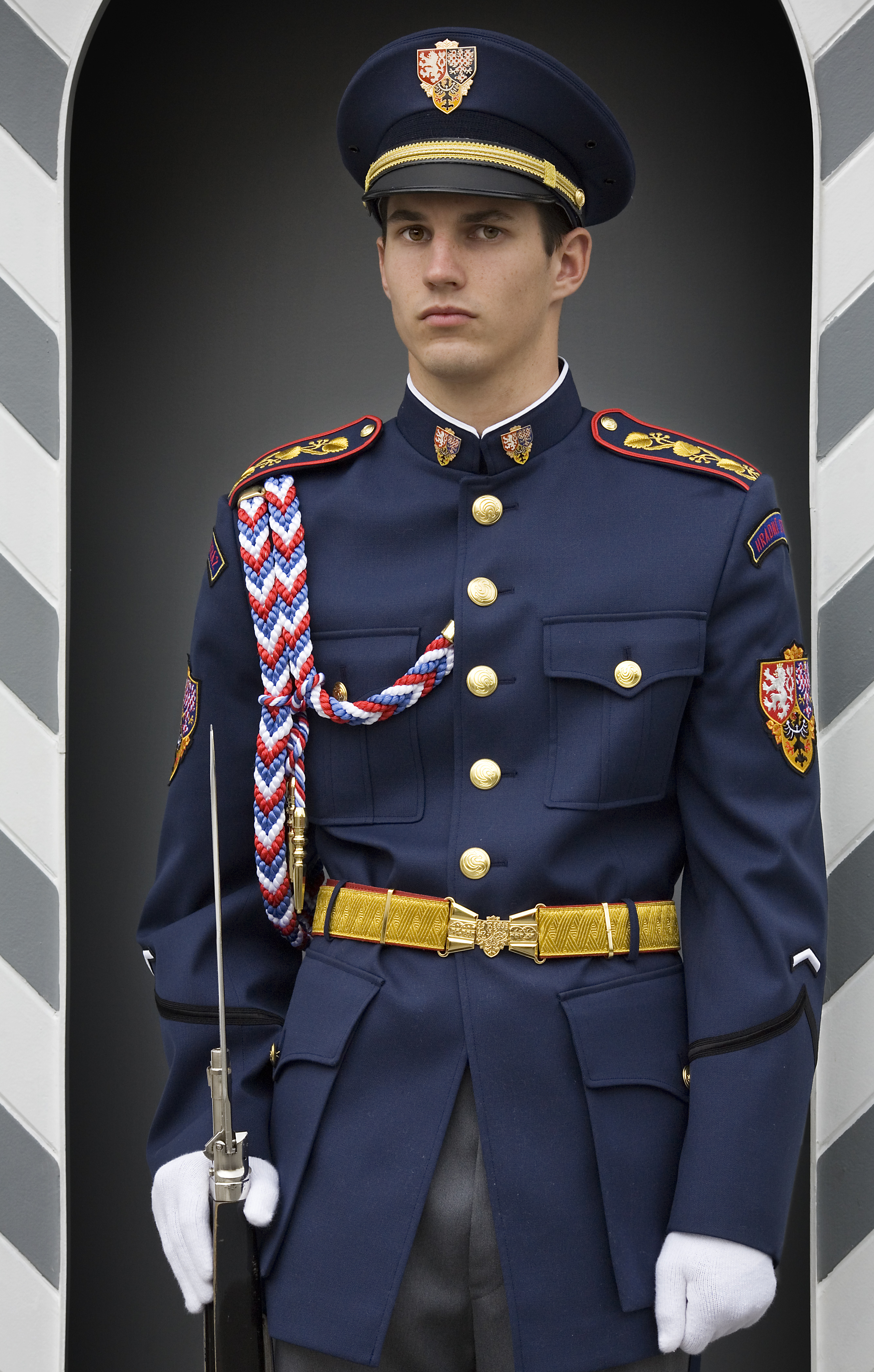
Voják Hradní stráže

Hradní stráž je zvláštní součást ozbrojených sil České republiky, je podřízena náčelníkovi Vojenské kanceláře prezidenta republiky, kterého jmenuje a odvolává prezident republiky.

## Historie

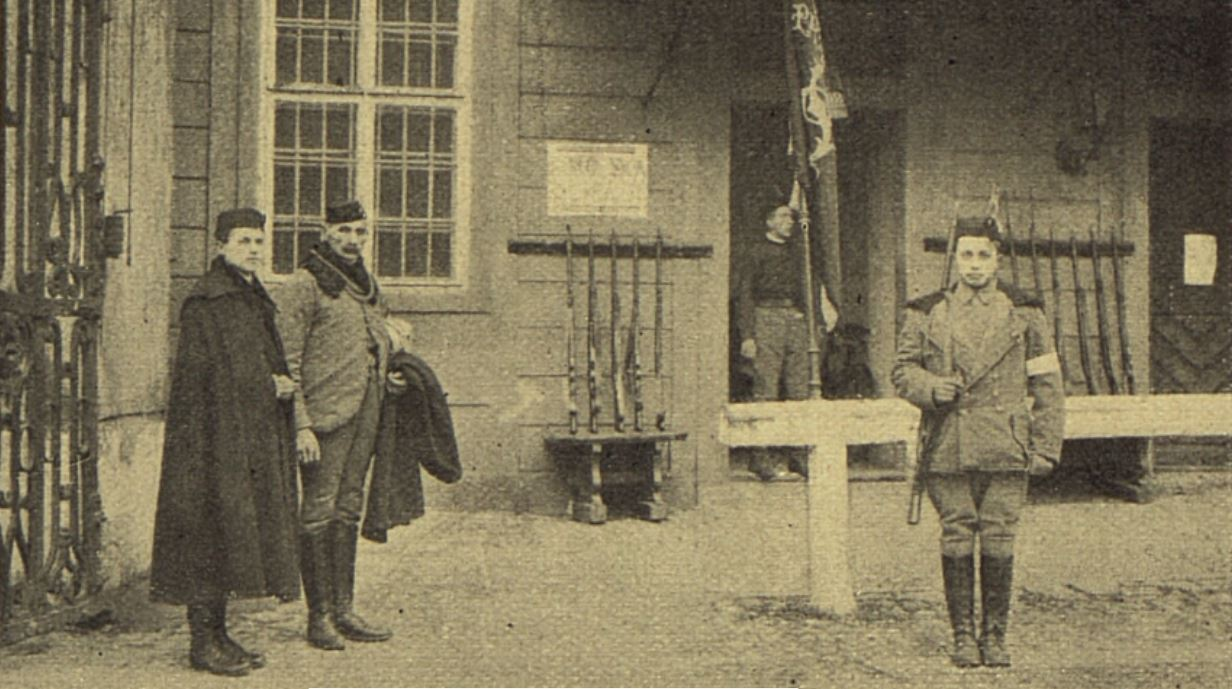
Sokolská stráž na Pražském hradu (foto Světozor, 11. 12. 1918)

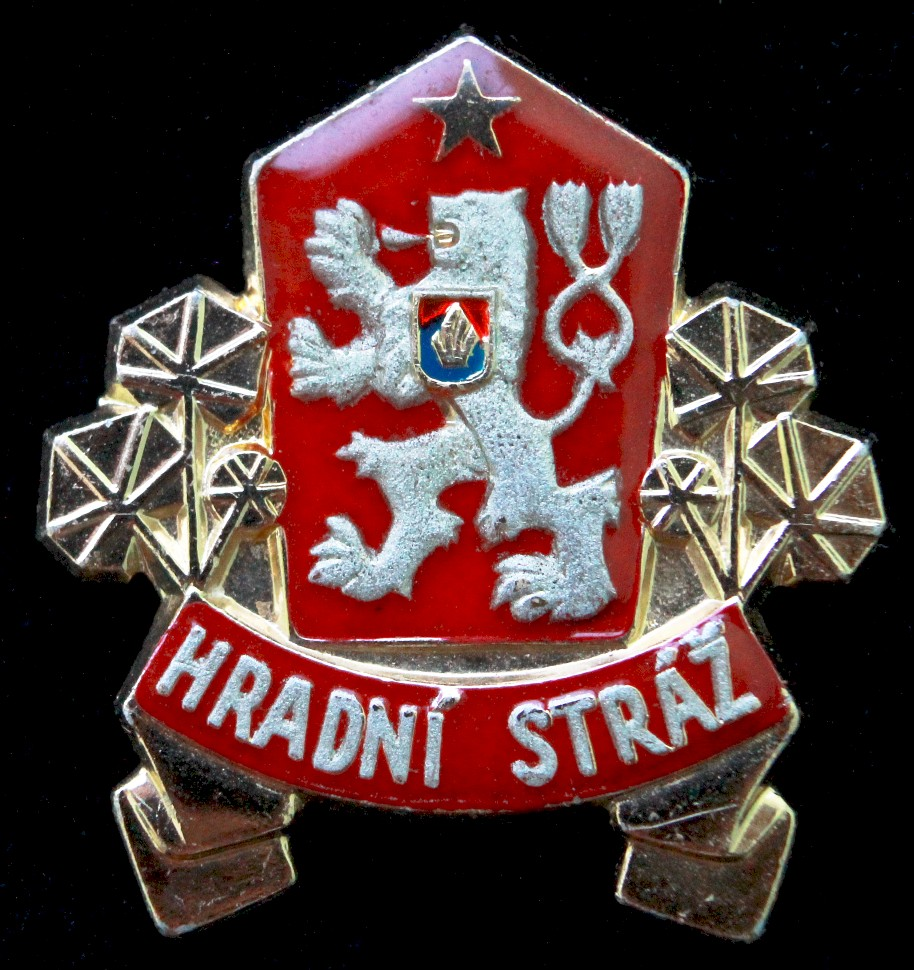
Klopový odznak Hradní stráže ČSSR

Bezprostředně po vyhlášení republiky vykonávali stráž v Pražském hradu sokolové. Šestadvacet členů Sokola z jednoty Sokol Hradčany a osm členů České obce střelecké z Vršovic dorazilo na místo již 29. října 1918 ráno. Ve stráži se pak střídalo 34 mužů ze Sokola Hradčany.
Dne 6. prosince 1918 byla nařízením Vrchního velitelství československé branné moci pověřena ostrahou sídla prezidenta republiky 
pěší setnina, vyčleněná z 28. pěšího pluku, tzv. Hradní setnina. Sestávala ze tří pěších čet a jedné čety strojních pušek. Za první československé republiky byly nošeny legionářské stejnokroje z Francie, Itálie a Ruska (v Praze i Lánech) a členové byli většinou bývalými příslušníky čs. legií.
Během pozdějšího komunistického režimu Hradní stráž skomírala. 15. prosince 1952 přestala být součástí armády a jako 14. zvláštní prapor 1. motomechanizované brigády Vnitřní stráže přešla do působnosti Ministerstva vnitra. Po reorganizaci v roce 1966 byla hradní stráž coby 7. zvláštní prapor podřízena Štábu Civilní obrany MV. 1. března 1970 byla rozkazem ministra vnitra zřízena Hradní stráž ČSSR. V roce 1976 vznikla Vojska ministerstva vnitra a Hradní stráž byla jejich součástí; při plnění bezpečnostních úkolů však i nadále zůstávala podřízena V. správě SNB. Tento stav změnil až zákon č. 20/1990 Sb., který vrátil Hradní stráž do resortu ministerstva obrany a poprvé stanovil její úkoly.
Nový rozkvět přišel až po sametové revoluci za prezidenta Václava Havla.
V letech 2002 a 2013 se hradní stráž podílela spolu s jednotkami AČR na pomoci s odstraňováním následků v částech Prahy zasažených povodněmi.
Od roku 2018 až do ukončení mise v roce 2020 byli vojáci Hradní stráže nasazeni také do zahraničních misí v Afghánistánu ke strážním úkolům, kdy zajišťovali také ochranu leteckých instruktorů zajišťujících výcvik afghánských vzdušných sil.

## Úkoly
Úkoly Hradní stráže jsou:
- Vnější ostraha areálu Pražského hradu, zabezpečení jeho obrany a vnější ostraha a obrana objektů, které jsou dočasným sídlem prezidenta a jeho hostů (např. letní sídlo prezidenta – zámek Lány).
- Organizace a zajišťování vojenských poct, zejména při oficiálních návštěvách představitelů jiných států a při přijetí vedoucích zastupitelských misí u prezidenta.

K plnění jiných úkolů může být Hradní stráž použita pouze, pokud s tím prezident vysloví souhlas.

## Organizační struktura

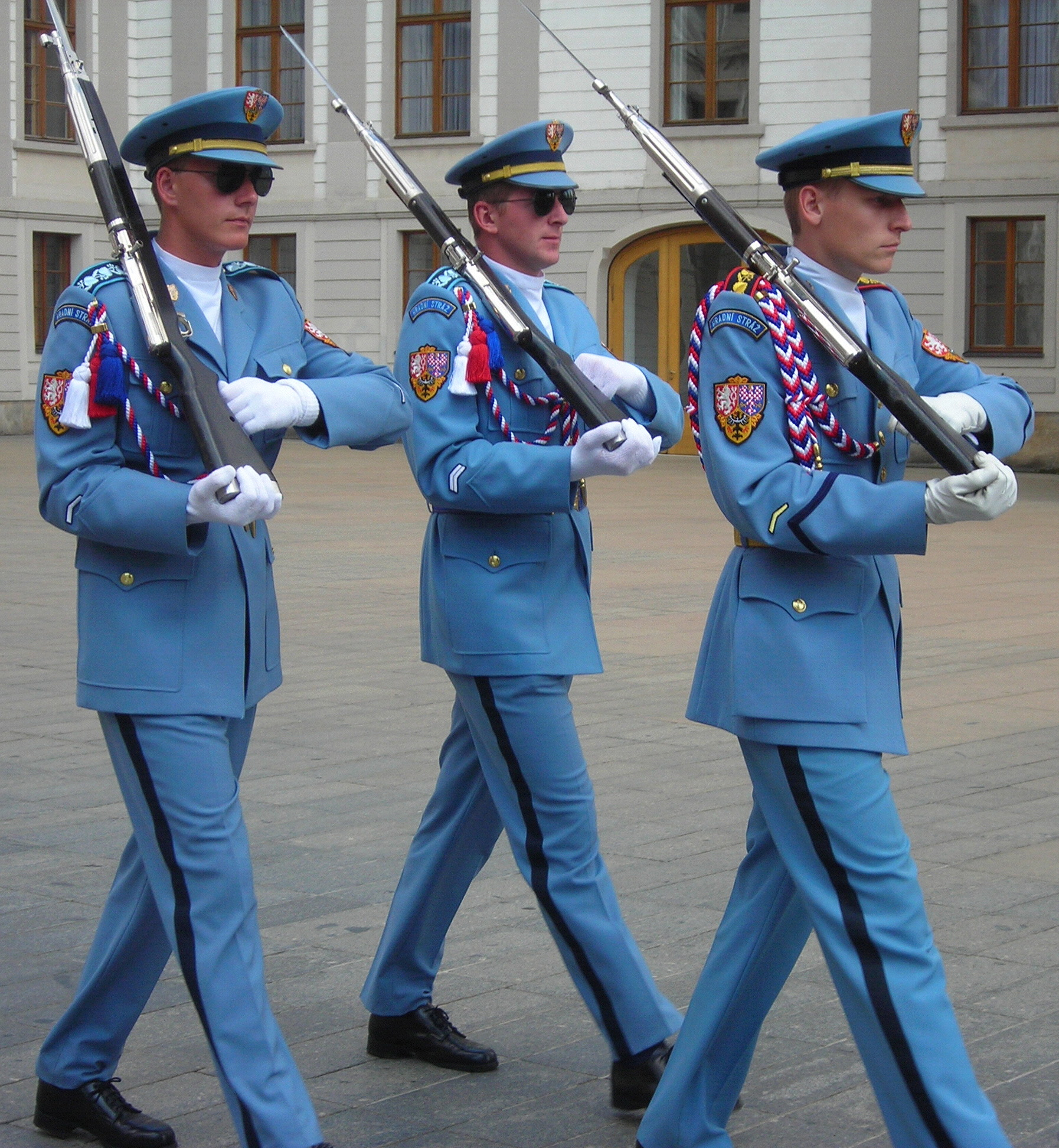
Hradní stráž

Hradní stráž je vojenským útvarem brigádního typu s celkovým počtem 936 osob – 90 důstojníků, 135 praporčíků, 668 poddůstojníků a 43 občanských zaměstnanců.

### Členění
- Velení a štáb (příslušníci velení, samostatná oddělení, štáb tvořený operačním odborem a odborem logistiky)
- 1. strážní prapor (velení a štáb strážního praporu, 3 strážní roty, skupina odstřelovačů, strážní četa aktivní zálohy)
- 2. strážní prapor (velení a štáb strážního praporu, 3 strážní roty, skupina odstřelovačů, strážní četa aktivní zálohy)
- Hudba Hradní stráže
- Rota zabezpečení (motocyklová četa, četa psovodů, dopravní četa, četa zabezpečení)
- Obvaziště

## Symboly Hradní stráže
Symboly Hradní stráže jsou prapor, znak a pečeť.

## Výstroj a výzbroj
Pro reprezentační účely je Hradní stráž vyzbrojena ceremoniální verzí pušky vz. 52/57 se zesílenou konstrukcí v poniklované úpravě a šavlí vz. 24/92 HS. Hlavní zbraní Hradní stráže je ale samopal CZ Scorpion EVO3 A1 „Škorpion“, doplněný puškami CZ BREN 2, pistolemi CZ 75 SP-01 Phantom a odstřelovacími puškami CZ 750.
Motocyklová četa používá motocykly BMW modelů R 1200 GS, R 1250 RT a  R 1300 GS.

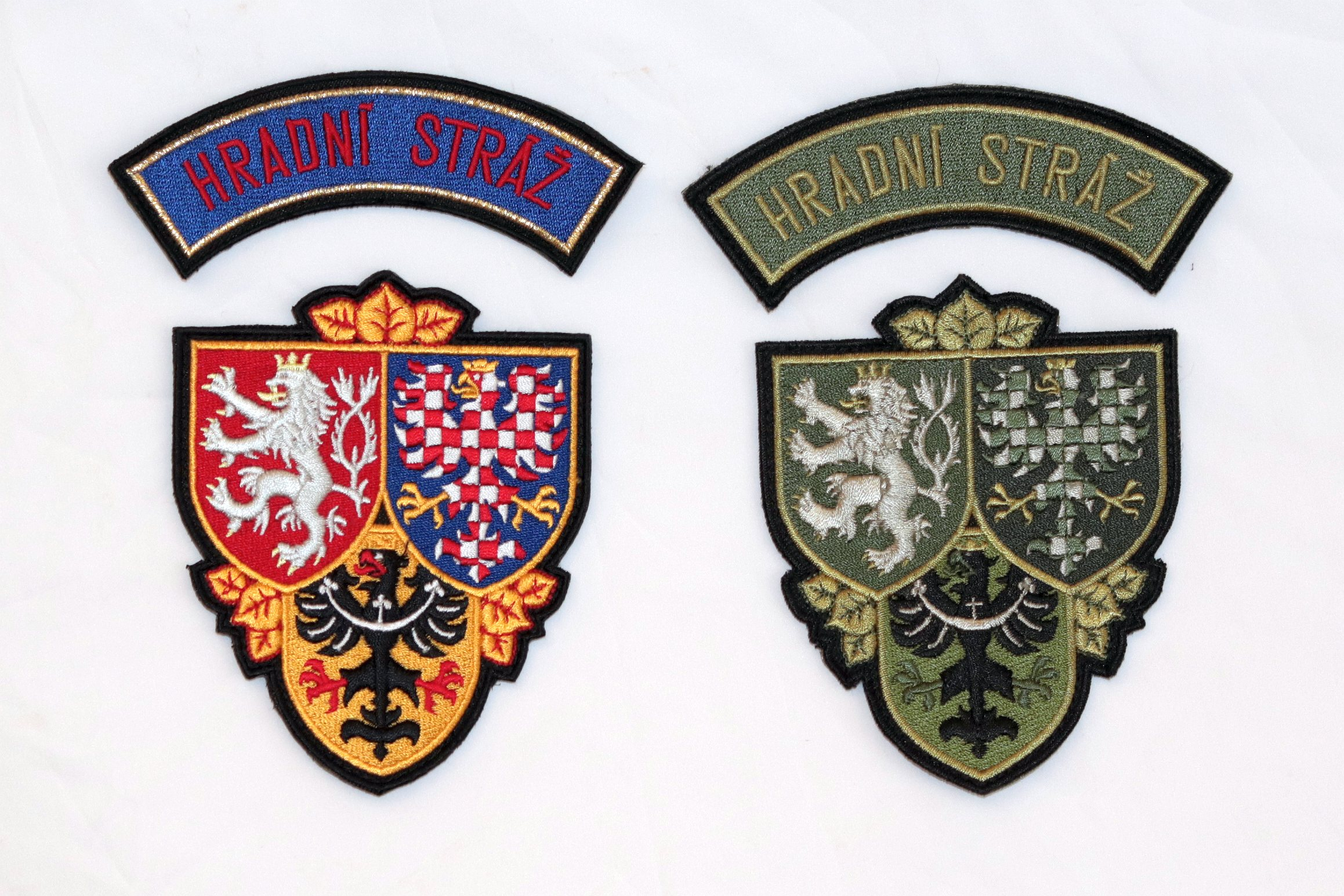
Rukávové odznaky Hradní stráže užívané na polním stejnokroji.

Hradní stráž používá specifické typy uniforem, které pro ni navrhl výtvarník Theodor Pištěk. Zavedeny byly 15. března 1990 při státní návštěvě německého prezidenta Richarda von Weizsäckera. Pro strážní službu se používá polní stejnokroj 95 shodný s Armádou ČR.

### Iniciativa výměny uniforem
V roce 2006 se váleční veteráni druhé světové války angažovali v iniciativě, která si kladla za cíl výměnu uniforem Hradní stráže. Spolu s představiteli Československé obce legionářské se podepsali pod dopis, kde navrhovali prezidentu Václavu Klausovi, aby Hrad hlídali vojáci v uniformách československých legionářů z první světové války. Dopis byl podepsán Josefem Herczem, Emilem Bočkem, Jaroslavem Hofrichterem, Janem Horalem a dalšími deseti veterány.

## Galerie

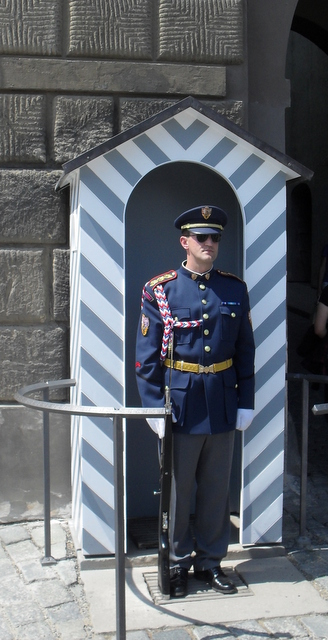
Stejnokroj reprezentační
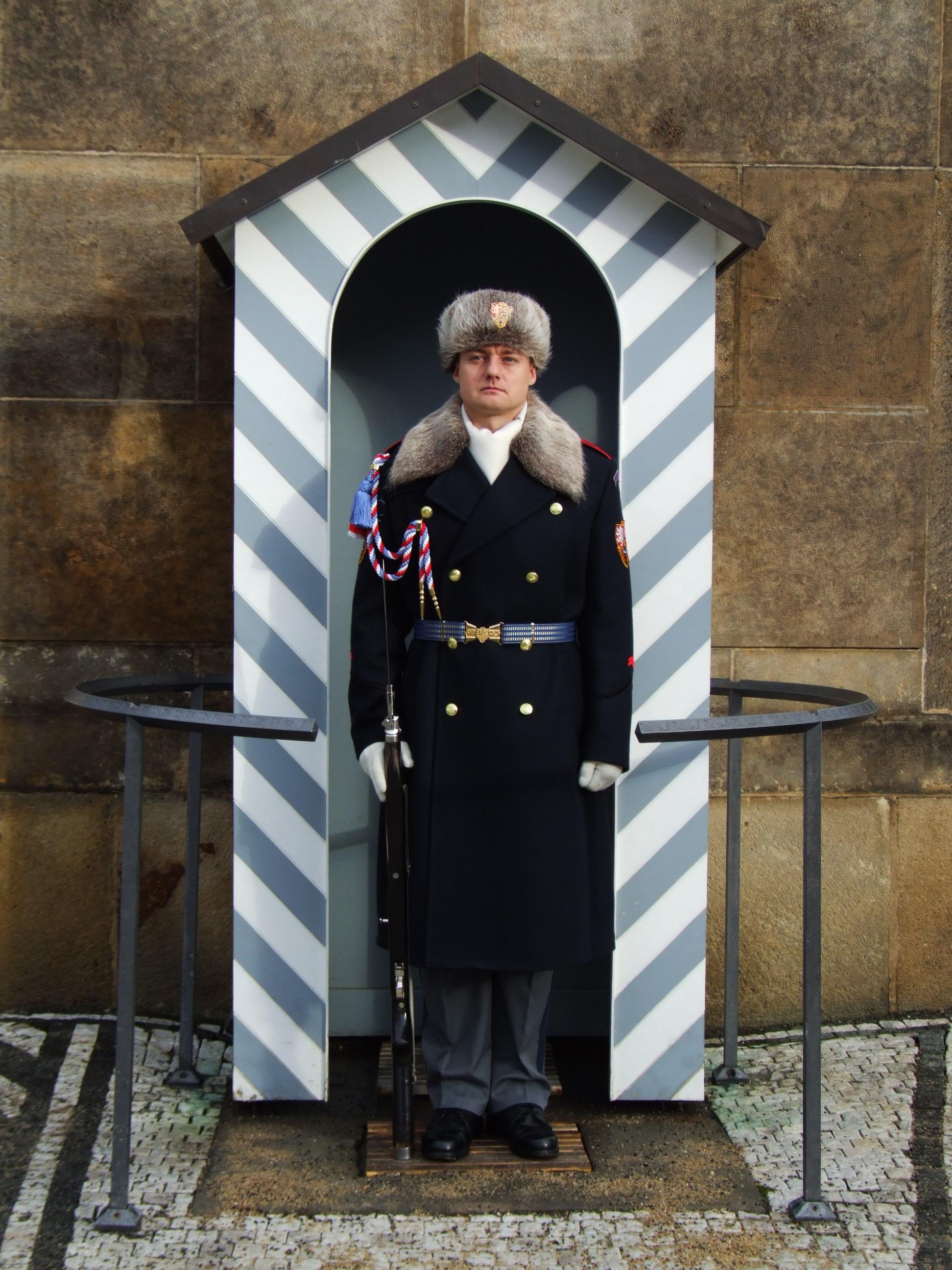
Stejnokroj reprezentační s pláštěm a zimními doplňky
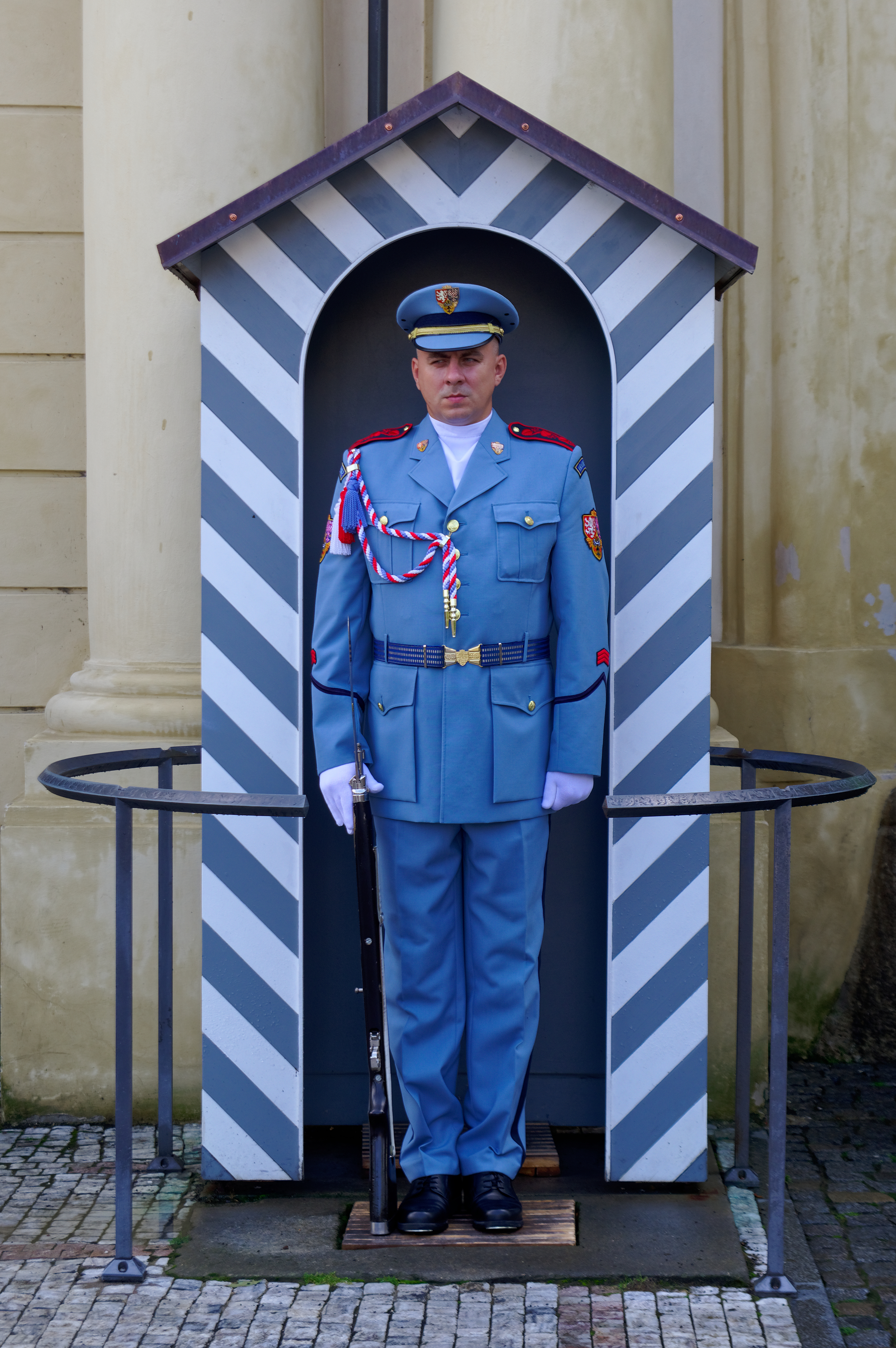
Stejnokroj reprezentační letní
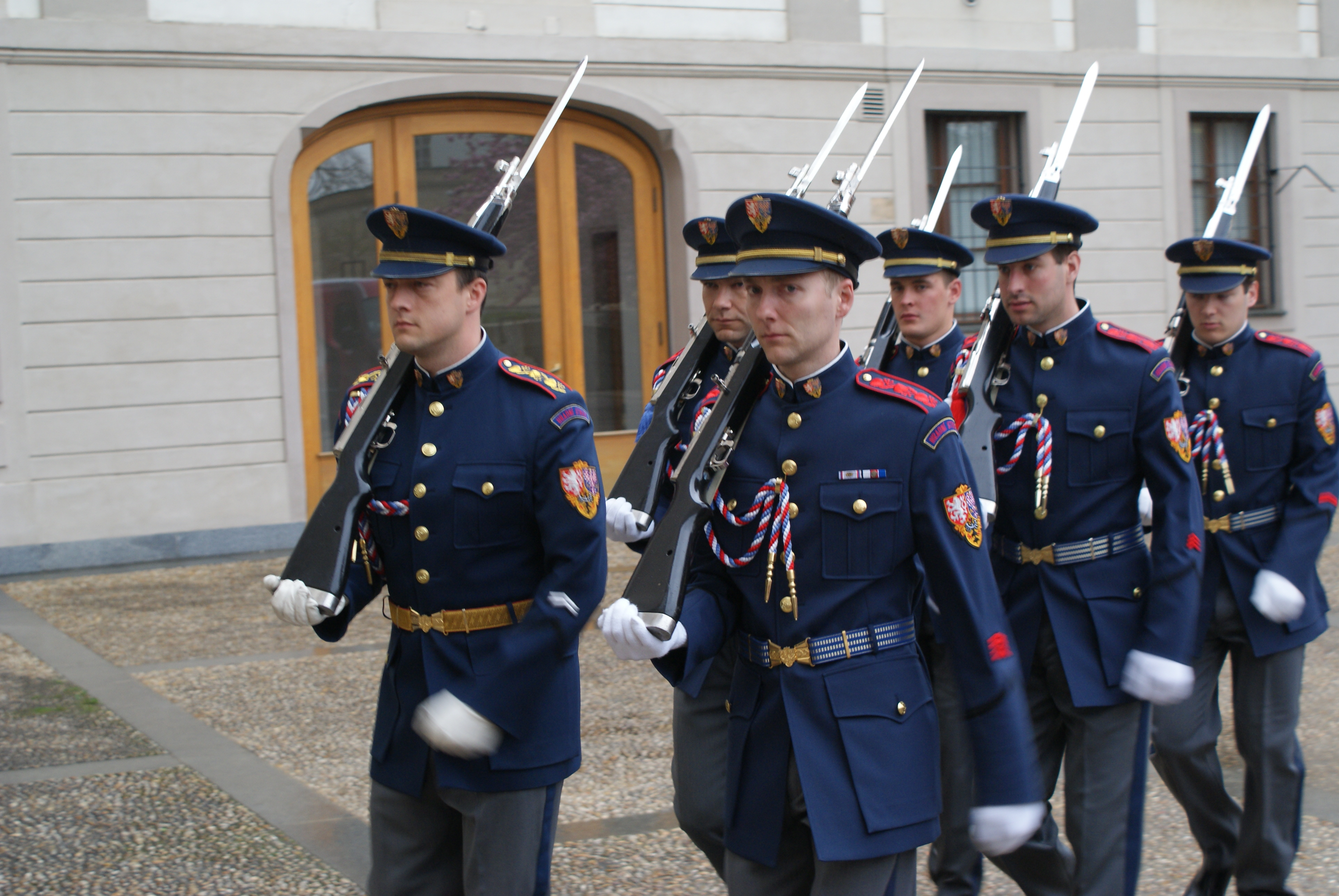
Slavnostní střídání Hradní stráže
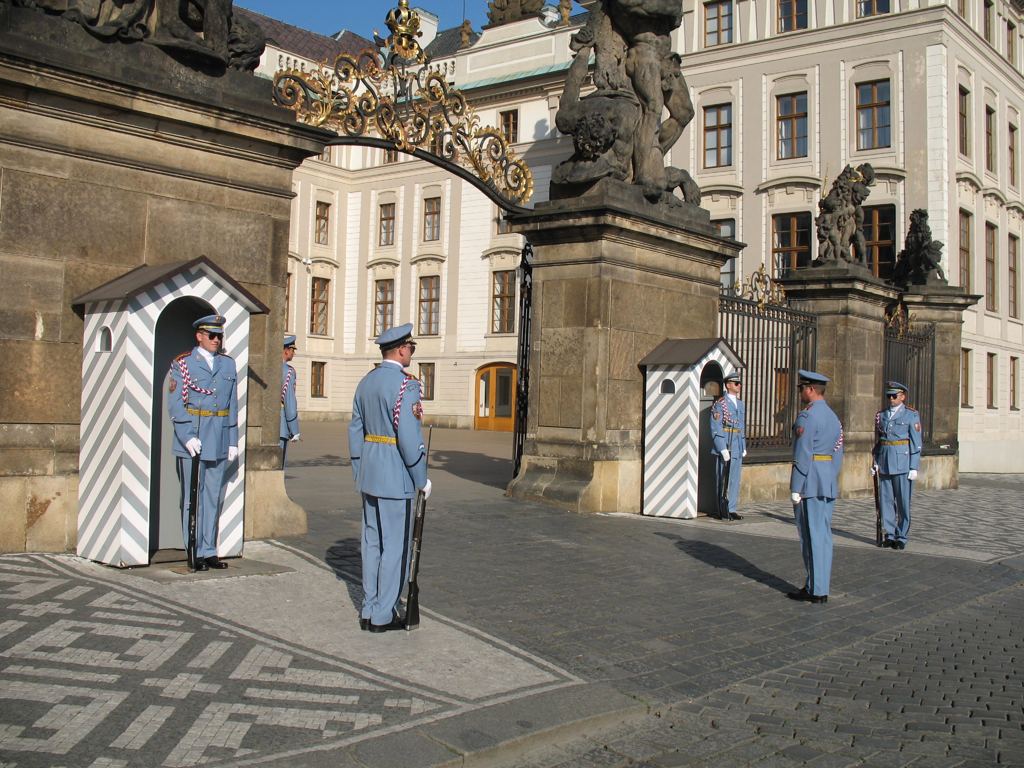
Slavnostní střídání Hradní stráže
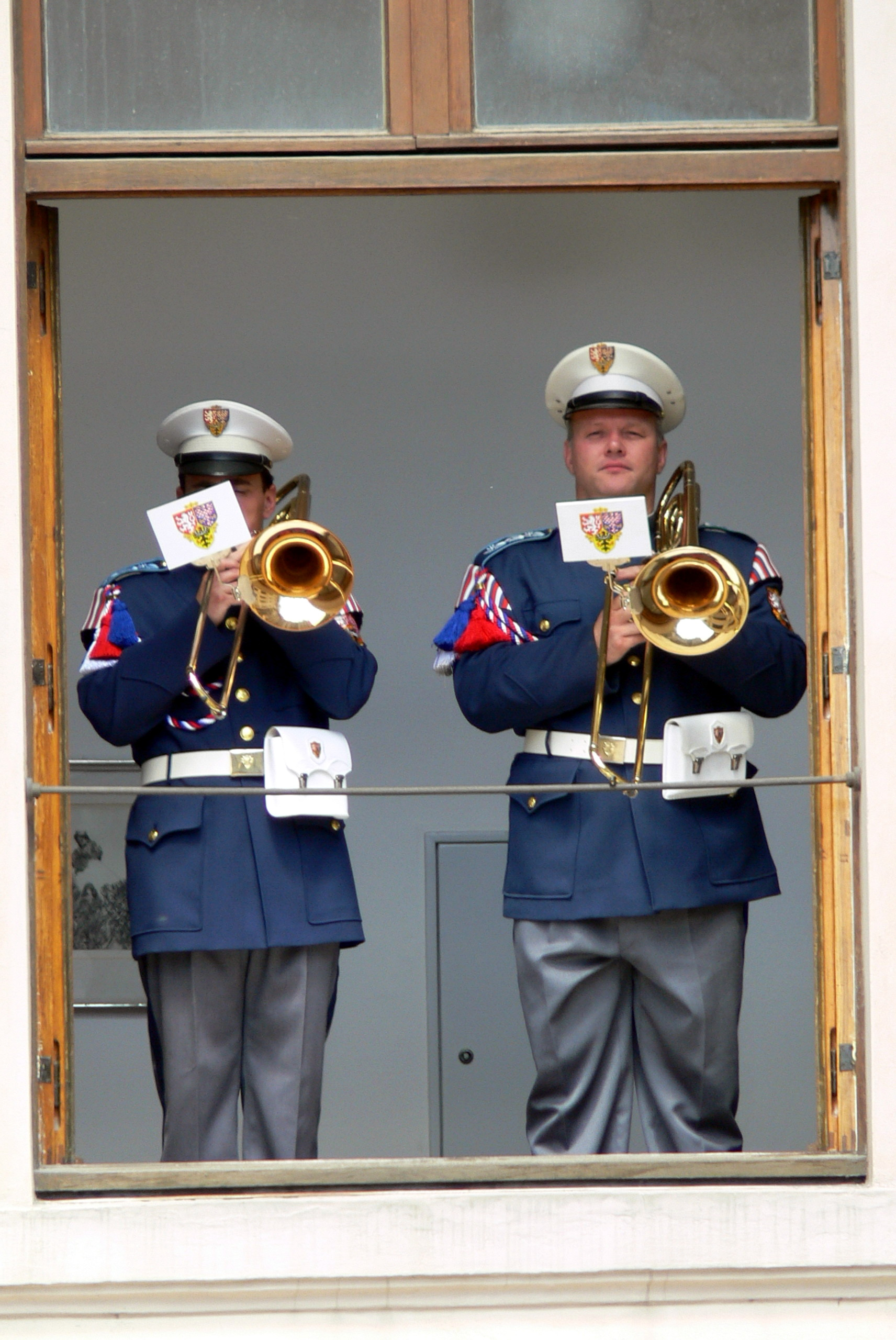
Hudba Hradní stráže
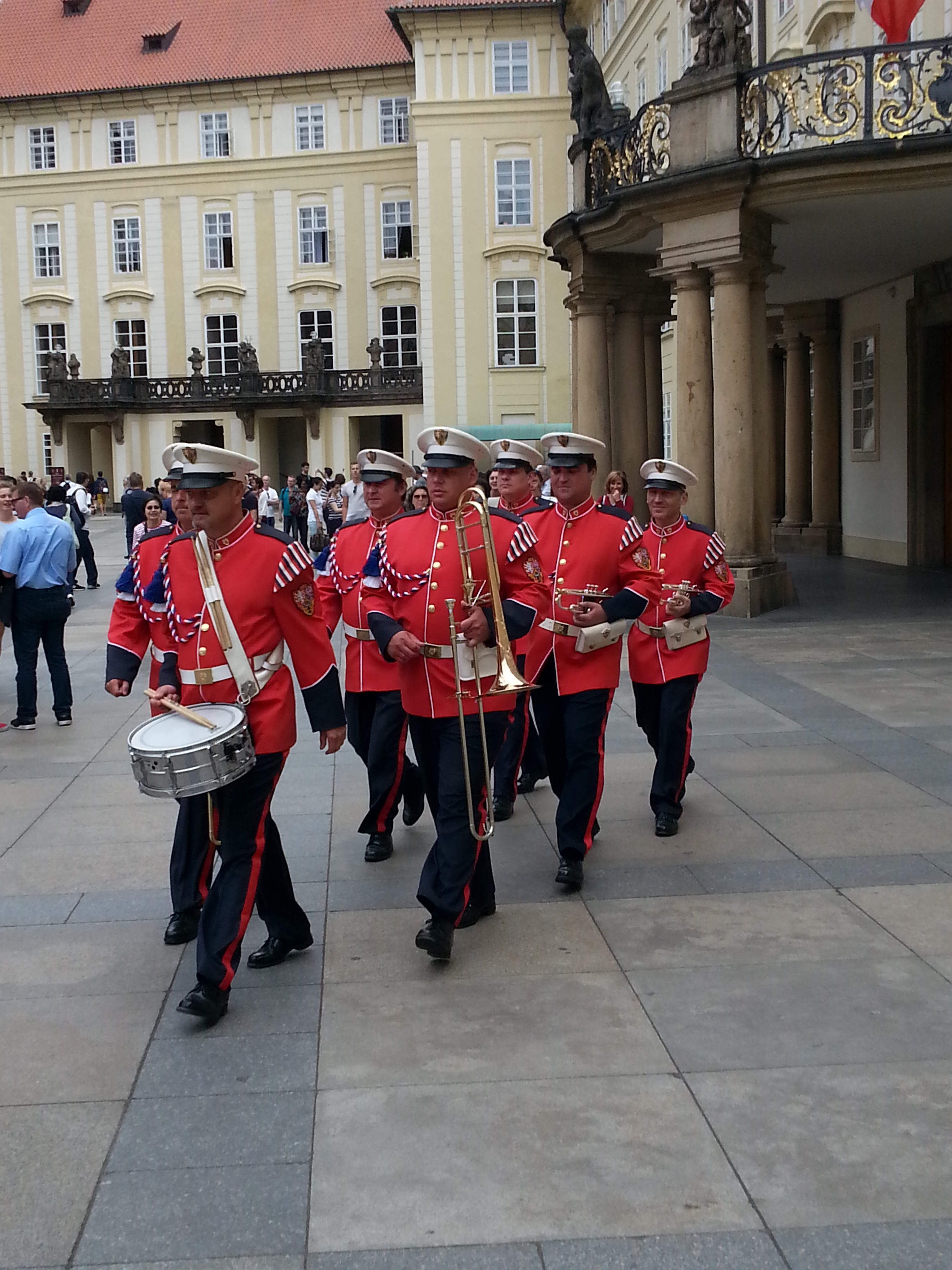
Hudba Hradní stráže

## Kontroverze

### Sexuální aféra
Sexuálního zneužití se měl dopustit důstojník, výchovný a sociální poradce, Hradní stráže. Kauzu řešil Obvodní soud pro Prahu 1. Původně se měl podle obžaloby dopustit tří znásilnění vojáků základní služby, dvou pokusů o znásilnění, porušování práv a chráněných zájmů vojáků, urážky mezi vojáky a výtržnictví a hrozilo mu až osm let vězení. Své původní výpovědi vojáci později mírnili, z obžaloby zůstalo torzo a důstojník byl v roce 2004 odsouzen podmínečně za orální znásilnění vojáka. Ten ale svou výpověď později odvolal, sám čelil obvinění z křivého svědectví a důstojník byl soudem zcela osvobozen.

### Stabilizační příplatek
Hradní stráž vyvolala diskusi žádostí o státní příplatek, který spolu s novým platovým i kariérním řádem začal platit od roku 2015, tím, že tento příplatek byl míněn pro náročné profese, které si svou kvalifikaci musí udržovat celoživotním vzděláváním. Strážní mají mít práci náročnou psychicky a stabilizační příplatek jim má nahrazovat do té doby vyplácené příplatky za práci v noci.